# Застенки (Дрибинский район)
Засте́нки (бел. Засценкі) — деревня в составе Первомайского сельсовета Дрибинского района Могилёвской области Республики Беларусь.

## Население
- 1999 год — 34 человека
- 2010 год — 17 человек